# Лысенко, Алла Михайловна
Алла Михайловна Лысенко (род. 31 мая 1969, Берди́чев, Житомирская область) — спортсменка, занималась академической греблей и волейболом. Мастер спорта Украины международного класса (2009). Награждена Орденом «За заслуги» 3-й степени (2012).

## Биография
Родилась 31 мая 1969 года в городе Бердичеве, в 1976 году пошла в первый класс Бердичевской средней школы № 15, в 1984 году — её окончила. В 1996 году потеряла обе ноги вследствие ДТП.
Спортивную карьеру начинала в волейболе сидя. Перед Паралимпиадой в Пекине в составе национальной сборной команды по волейболу сидя заняла второе место на чемпионате Европы (2007 год) и принимала участие в Паралимпийских играх.
В адаптированной гребле дебютировала с мировым рекордом в 2009 году, став чемпионкой мира в женской одиночке (ASW1x). В 2010 году не смогла повторить свой предыдущий результат на чемпионате мира по гребле 2010 из-за плохого состояния здоровья. В 2011 году вернулась к активным выступлениям на международной арене по гребле, чтобы вернуть титул чемпионки мира 2010 года, победив Натали Бенуа из Франции. Украинка победила во всех гонках, в которых принимала участие.
11 ноября 2011 года Международная федерация гребли на специальной конференции в Варезе, Италия, объявила имя победительницы и обладательницы высшей награды FISA в адаптированной гребле. Алла Лысенко по итогам 2011 года среди почти 2000 спортсменов академической и адаптированной гребли стала обладательницей Международной награды по гребле. Лысенко — единственная паралимпийская спортсменка, которая в 2011 году получила эту награду.
На Паралимпиаду 2012 года в Лондоне Лысенко поехала уже как гребчиха и завоевала золото в женской одиночке. В 2013 году она также стала серебряным призёром Кубка мира по академической гребле.
Выступала за Днепропетровский областной центр «Инваспорт». Тренеры: Юрий Бондаренко и Руслан Максимов.